# Marcin Oleksy
Marcin Oleksy (Nowa Sól, 11 de abril de 1987) es un futbolista amputado polaco que juega en la posición de delantero para el club Warta Poznań y la selección de fútbol para amputados de Polonia. Fue ganador del Premio Puskás de 2022.

## Trayectoria
Antes de 2010, fue portero del Arka Nowa Sól de la III Liga y del Korona Kożuchów de la IV Liga. Su entrenador, Andrzej Sawicki, declaró que Oleksy tenía un gran talento y que podría llegar más lejos. Sin embargo, a mediados de 2010, Marcin suspendió su carrera como futbolista para dedicarse a trabajar como obrero.
El 20 de noviembre de 2010 fue atropellado por un automóvil mientras trabajaba en una carretera en Zielona Góra, hecho por el cual perdió su pierna izquierda. Nueve años después, reanudó su carrera futbolística con el club Miedziowe Polkowice. En 2020 se unió a la selección de amputados de Warta Poznań, y en 2021 recibió el Premio al Jugador Revelación de la PZU Amp Futbol Ekstraklasa. Ese mismo año, fue convocado a la selección de fútbol para amputados de Polonia. Con su selección, participó en la Copa Mundial de Fútbol para Amputados de 2022.
Hasta febrero de 2023, lleva un récord de 11 goles y 8 asistencias en la PZU Amp Futbol Ekstraklasa. A la par de su carrera deportiva trabajó como operador de una excavadora.

### Premio Puskás
El 27 de febrero de 2023 recibió el Premio Puskás al mejor gol del año en la Gala The Best FIFA de 2022 celebrada en París. Su gol ganó frente a los otros finalistas, Dimitri Payet y Richarlison. El gol ganador fue una tijera anotada el 6 de noviembre de 2022 en un partido entre el Warta Poznań y el Stal Rzeszów de la PZU Amp Futbol Ekstraklasa.
Oleksy es el primer polaco y futbolista amputado en ganar el premio, así como el ganador de mayor edad con 35 años.